# Stictoptera ekeikei
Stictoptera ekeikei är en fjärilsart som beskrevs av Bethune-Baker 1906. Stictoptera ekeikei ingår i släktet Stictoptera och familjen nattflyn. Inga underarter finns listade i Catalogue of Life.